# Alfa (спецподразделение)
Батальон специального назначения «Альфа» (латыш. Speciālo uzdevumu bataljons „Alfa”) — спецподразделение государственной полиции Латвии. Создано в 2006 году. Главная задача «Альфы» — обеспечение общественного правопорядка.

## Происшествия
Со времени создания и до 2011 года сотрудники спецподразделения «Альфа» превысили полномочия в 41 случае.
- Возможно, в ходе массовых беспорядков 13 января 2009 года спецназовец «Альфы» попал в глаз Эдгару Горбаню резиновой пулей[3].
- В 2011 году в ограблении игорного зала «Феникс» в Екабпилсе, сопровождавшемся убийством полицейского, участвовали два сотрудника спецотряда «Альфа». После этого инцидента отстранено руководство спецподразделения[4].
- Предположительно сотрудниками «Альфы» в 2010 году избиты подростки в Даугавпилсе (полиция подтвердила, что по делу о превышении полномочий начат уголовный процесс, но не подтвердила, что подозреваемые были из «Альфы»[5]) и Риге[6]. Ещё по меньшей мере по одному делу об избиении «альфовцами» в 2010 году, в том числе участником екабпилсского разбойного нападения Л. Конюховым, полиция после жалобы не нашла никаких нарушений[7].
- Разгон митинга в Бауске[8].

В 2008—2010 годах Бюро внутренней безопасности Государственной полиции 59 раз отказало в возбуждении уголовных процессов по поводу деятельности сотрудников «Альфы».